# Josef Sudbrack
Josef Sudbrack (Trier, 8 januari 1925 - Keulen, 15 juli 2010) was een Duits theoloog.
Sudbrack raakte als soldaat tijdens de Tweede Wereldoorlog zwaargewond, waarna zijn linkerbeen geamputeerd werd. In 1945 trad hij toe tot de orde der jezuïeten. Na studies van filosofie en theologie in Pullach en Frankfurt, promoveerde hij in 1963 in Bonn met een werk over Johannes von Kastl en habiliteerde hij in 1973 in Innsbruck. Hij werd daar docent en was later ook een jaar gastprofessor aan de Harvard-universiteit in Boston. Met de mystiek-expert Wolfgang Böhme richtte hij in 1987 het Gesellschaft der Freunde christlicher Mystik op, een vereniging die de rijke traditie van de christelijke mystiek een grotere bekendheid wilde geven.

## Werken
- Die geistliche Theologie des Johannes von Kastl. 2 delen. Aschendorff, Münster/Westfalen 1966-1967
- Meditation, Theorie und Praxis. Echter, Würzburg 1971, ISBN 3-429-00205-2
- Erfahrung einer Liebe: Teresa von Ávilas Mystik als Begegnung mit Gott. Herder, Freiburg im Breisgau, Bazel, Wenen 1979, ISBN 3-451-18289-0
- Komm in den Garten meiner Seele: Einführung in die christliche Mystik. Gütersloher Verlagshaus Mohn, Gütersloh 1979, ISBN 3-579-03744-7
- Sich in Gottes Ordnung bergen: vom Reichtum christlicher Meditation. Echter, Würzburg 1986, ISBN 3-429-00992-8 (heruitg. als Was heißt christlich meditieren? Wege zu sich und zu Gottes Du. Herder, Freiburg 1990)
- Neue Religiosität - Herausforderung für die Christen. Matthias-Grünewald, Mainz 1987, ISBN 3-7867-1291-3
- Mystik im Dialog: christliche Tradition, ostasiatische Tradition, vergessene Traditionen. Echter, Würzburg 1992, ISBN 3-429-01428-X
- Eugen Drewermann ... : ... um die Menschlichkeit des Christentums. Echter, Würzburg 1992, ISBN 3-429-01467-0
- Hildegard von Bingen: Schau der kosmischen Ganzheit. Echter, Würzburg 1995, ISBN 3-429-01696-7
- Religiöse Erfahrung und menschliche Psyche: zu Grenzfragen von Religion und Psychologie, von Heiligkeit und Krankheit, von Gott und Satan. Matthias-Grünewald, Mainz 1998 ISBN 3-7867-2100-9
- Gottes Geist ist konkret: Spiritualität im christlichen Kontext. Echter, Würzburg 1999, ISBN 3-429-02078-6
- Trunken vom hell-lichten Dunkel des Absoluten: Dionysios der Areopagite und die Poesie der Gotteserfahrung. Johannes, Einsiedeln; Freiburg [Breisgau] 2002, ISBN 3-89411-367-7
- Mystik: Sinnsuche und die Erfahrung des Absoluten. Primus, Darmstadt 2002 ISBN 3-89678-444-7
- Im Angesicht des Absoluten: Hinführung zur Mitte christlicher Spiritualität. Echter, Würzburg 2004 ISBN 3-429-02643-1